# 서울성내초등학교
서울성내초등학교(서울城內初等學校)는 대한민국 서울특별시 강동구에 있는 공립 초등학교이다.

## 학교 연혁
- 1969년 3월 27일 서울성내초등학교 개교(설립인가 3월 1일)
- 2000년 12월 20일 신관 건물 완공
- 2001년 7월 5일 학교공원 조성 완공(울타리 없는 학교)
- 2007년 11월 7일 도서관 리모델링
- 2007년 11월 28일 장애우 엘리베이터 설치
- 2008년 5월 30일 교실 냉난방 개선공사
- 2010년 11월 17일 인조잔디 운동장 완공식
- 2012년 1월 20일 시청각실 리모델링 완공
- 2012년 9월 1일 Wee클래스 완공
- 2013년 2월 28일 건강증진실 완공
- 2014년 9월 1일 제16대 황은숙 교장 부임
- 2016년 10월 30일 에코스쿨 조성 사업
- 2016년 11월 28일 후관동 엘리베이터 설치
- 2018년 9월 1일 제17대 태양실 교장 부임

## 참고 자료
- 서울성내초등학교 - 한국교육학술정보원 학교알리미